# Ketholma
Ketholma är en ö i Finland. Den ligger i Finska viken och i kommunen Fredrikshamn i den ekonomiska regionen  Kotka-Fredrikshamn i landskapet Kymmenedalen, i den södra delen av landet. Ön ligger omkring 25 kilometer öster om Kotka och omkring 140 kilometer öster om Helsingfors.
Öns area är 2,5 hektar och dess största längd är 270 meter i nord-sydlig riktning.